# Hippoporidra calcarea
Hippoporidra calcarea är en mossdjursart som först beskrevs av Smitt 1873.  Hippoporidra calcarea ingår i släktet Hippoporidra och familjen Hippoporidridae.
Artens utbredningsområde är Mexikanska golfen. Inga underarter finns listade i Catalogue of Life.